# Plochiocoris comptulus
Plochiocoris comptulus är en insektsart som beskrevs av Drake och Harris 1926. Plochiocoris comptulus ingår i släktet Plochiocoris och familjen näbbskinnbaggar. Inga underarter finns listade i Catalogue of Life.